# Mirobisium chilense
Espèce
Synonymes
- Gymnobisium chilense magalhanicum Beier, 1964

Mirobisium chilense est une espèce de pseudoscorpions de la famille des Gymnobisiidae.

## Distribution
Cette espèce est endémique de la région de Magallanes au Chili.

## Description
Mirobisium chilense mesure de 1,3 à 1,5 mm.

## Étymologie
Son nom d'espèce, composé de chil[e] et du suffixe latin -ensis, « qui vit dans, qui habite », lui a été donné en référence au lieu de sa découverte, le Chili.

## Publication originale
- Beier, 1964 : Die Pseudoscorpioniden-Fauna Chiles. Annalen des Naturhistorischen Museums in Wien, vol. 67, p. 307-375 (texte intégral).